# Velu antelopus
Velu antelopus är en insektsart som beskrevs av Sohi och Mann 1989. Velu antelopus ingår i släktet Velu och familjen dvärgstritar. Inga underarter finns listade i Catalogue of Life.